# Otočić Utra
Otočić Utra är en ö i Kroatien.   Den ligger i länet Zadars län, i den södra delen av landet, 210 km söder om huvudstaden Zagreb. Arean är 0,23 kvadratkilometer.
Terrängen på Otočić Utra är platt. Öns högsta punkt är 42 meter över havet. Den sträcker sig 0,6 kilometer i nord-sydlig riktning, och 0,5 kilometer i öst-västlig riktning.